# Alice Hughes
Pour les articles homonymes, voir Hughes.
Alice Mary Hughes (Londres, 31 août 1857 - Worthing, 4 avril 1939) est l'une des principales photographes et portraitistes de Londres, spécialisée dans les portraits de femmes et d'enfants, tout comme dans la photographie de mode. 

## Biographie
Alice Mary Hughes est la fille aînée du portraitiste Edward Hughes (1832-1908). Après des études de photographie à l’École polytechnique de Londres, elle ouvre son propre studio en 1891 à côté de celui de son père sur Gower Street,. Un endroit qu'elle exploite jusqu’en décembre 1910. Elle s’illustre alors en tant que photographe de premier plan de la royauté et de la photographie de mode, et se spécialise dans les estampes de portraits de femmes et d'enfants. Au cours de sa période d'activité la plus intense, elle réalise jusqu’à 15 séances de prise de vues par jour,.
En 1914, peu de temps avant la Première Guerre mondiale, elle s'installe à Berlin et dirige sa propre entreprise. En 1915, de retour à Londres, elle ouvre un nouveau studio à Ebury Street.
Le studio d'Ebury Street ne rencontre pas le succès attendu et ferme en 1933. Alice Hughes se retire dans la ville de Worthing, où elle décède après une chute dans sa chambre à coucher en 1939,.

## Héritage
De 1898 à 1909, Alice Mary Hughes contribue au magazine britannique Country Life avec plus d'une centaine de portraits réalisés. En 1910, elle vend plus de 50 000 négatifs à la Speaight Ltd. Pionnière de la photographie de portrait, Alice Hughes développe un style distinctif "en fusionnant les conventions du portrait de société avec les tonalités fraîches et monochromatiques de la gravure platine",.

## Galerie

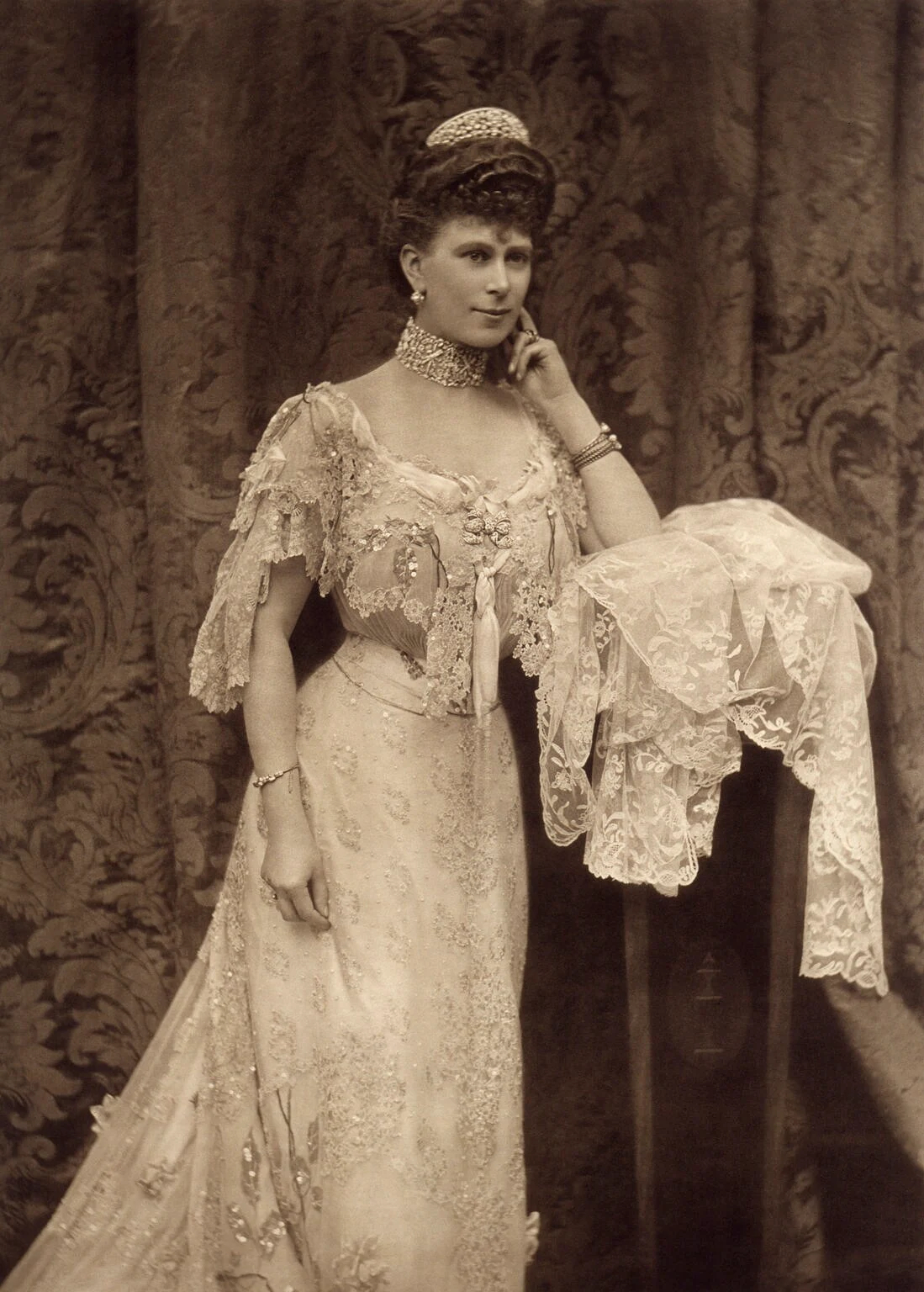
La reine Marie de Teck, 1905.
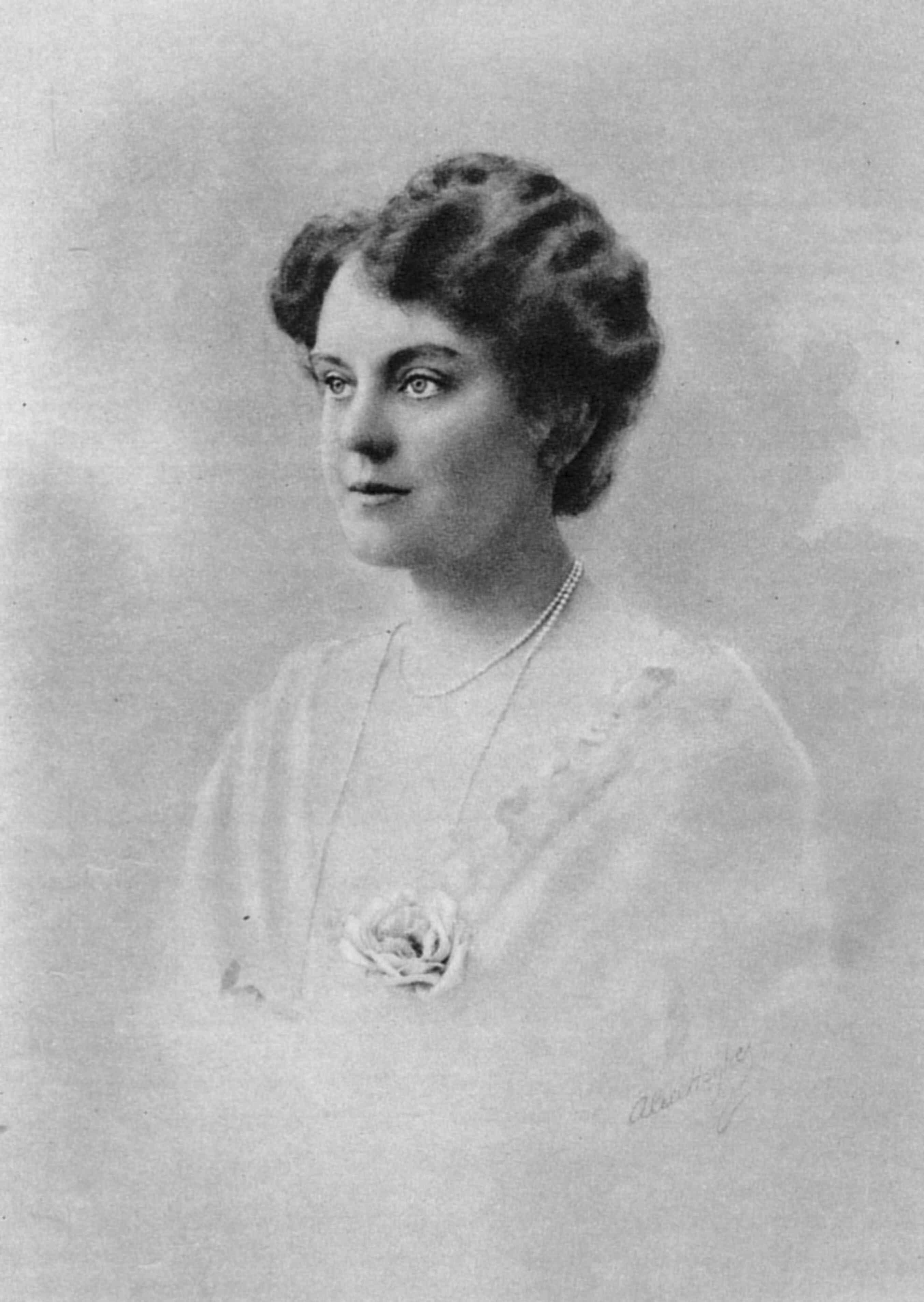
Lady Jellicoe, 1917.
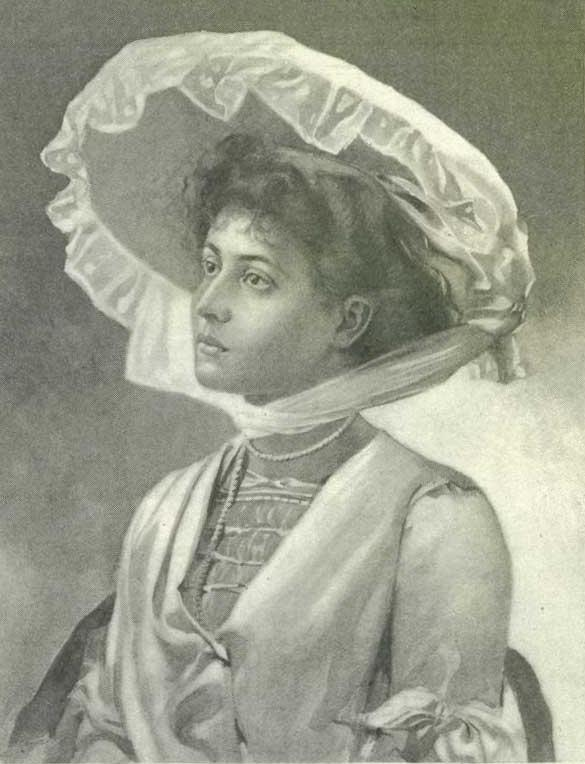
Pauline Astor, 1904
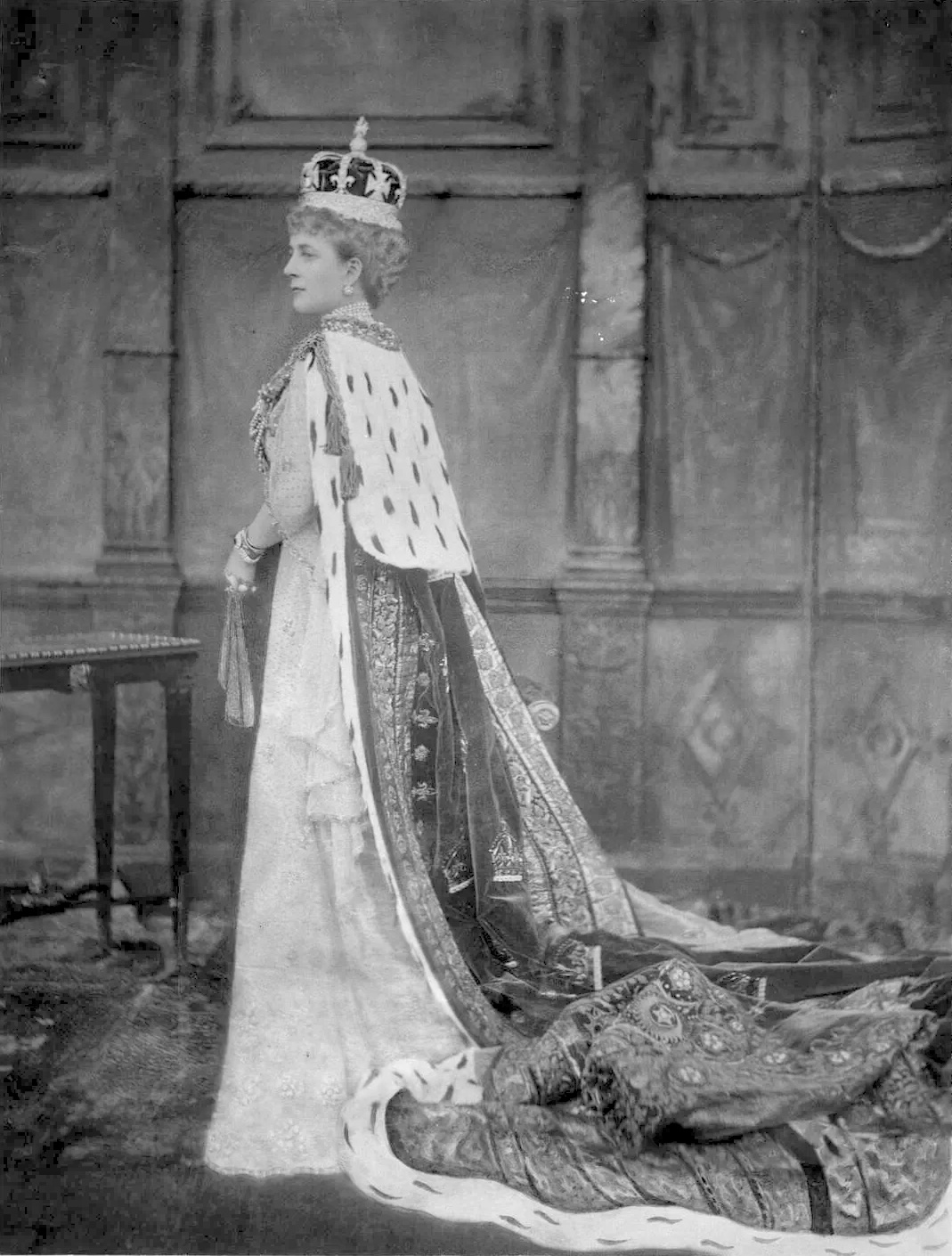
La reine Alexandra de Danemark, 1902.
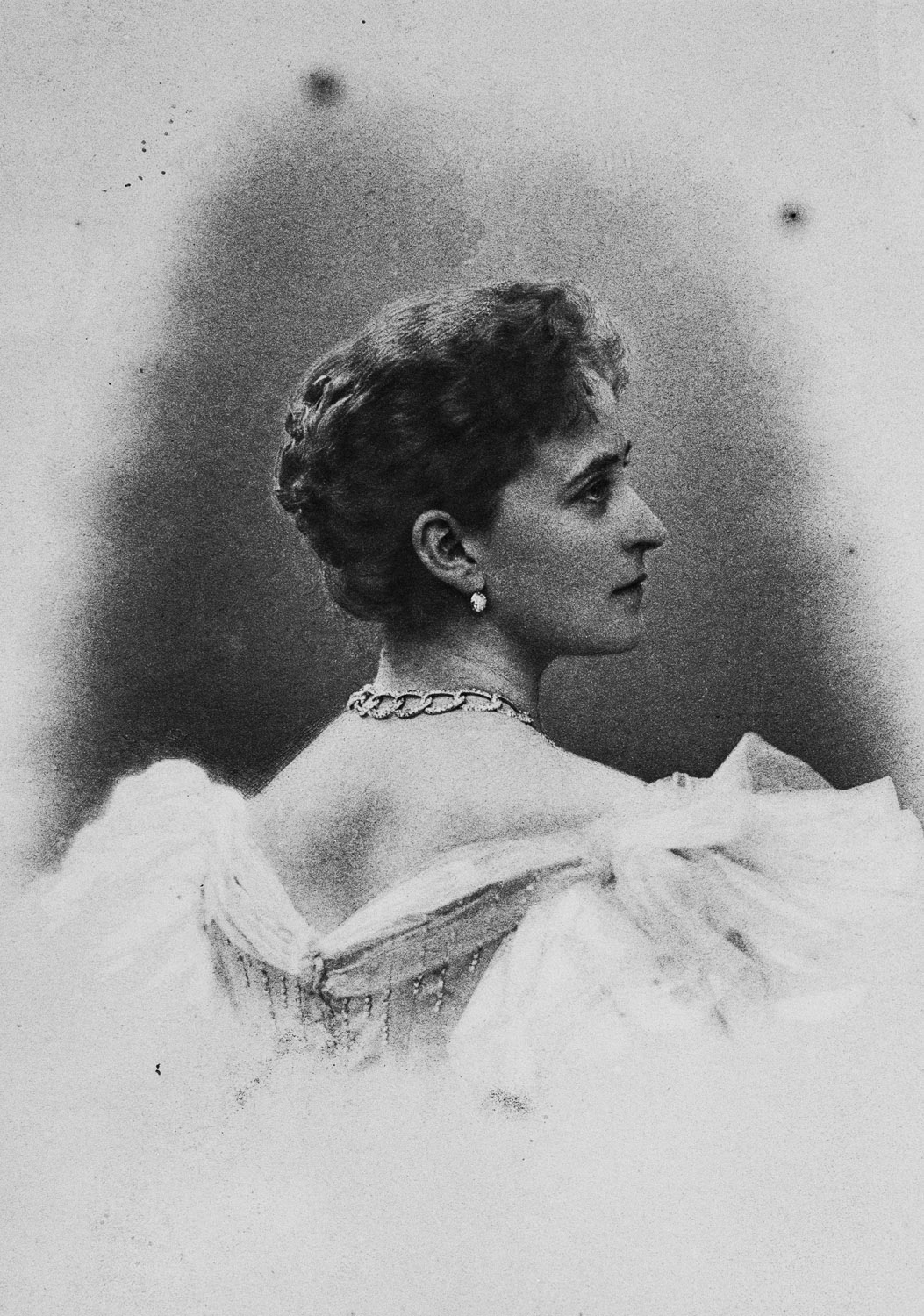
Elisabeth Fedorovna, 1897.
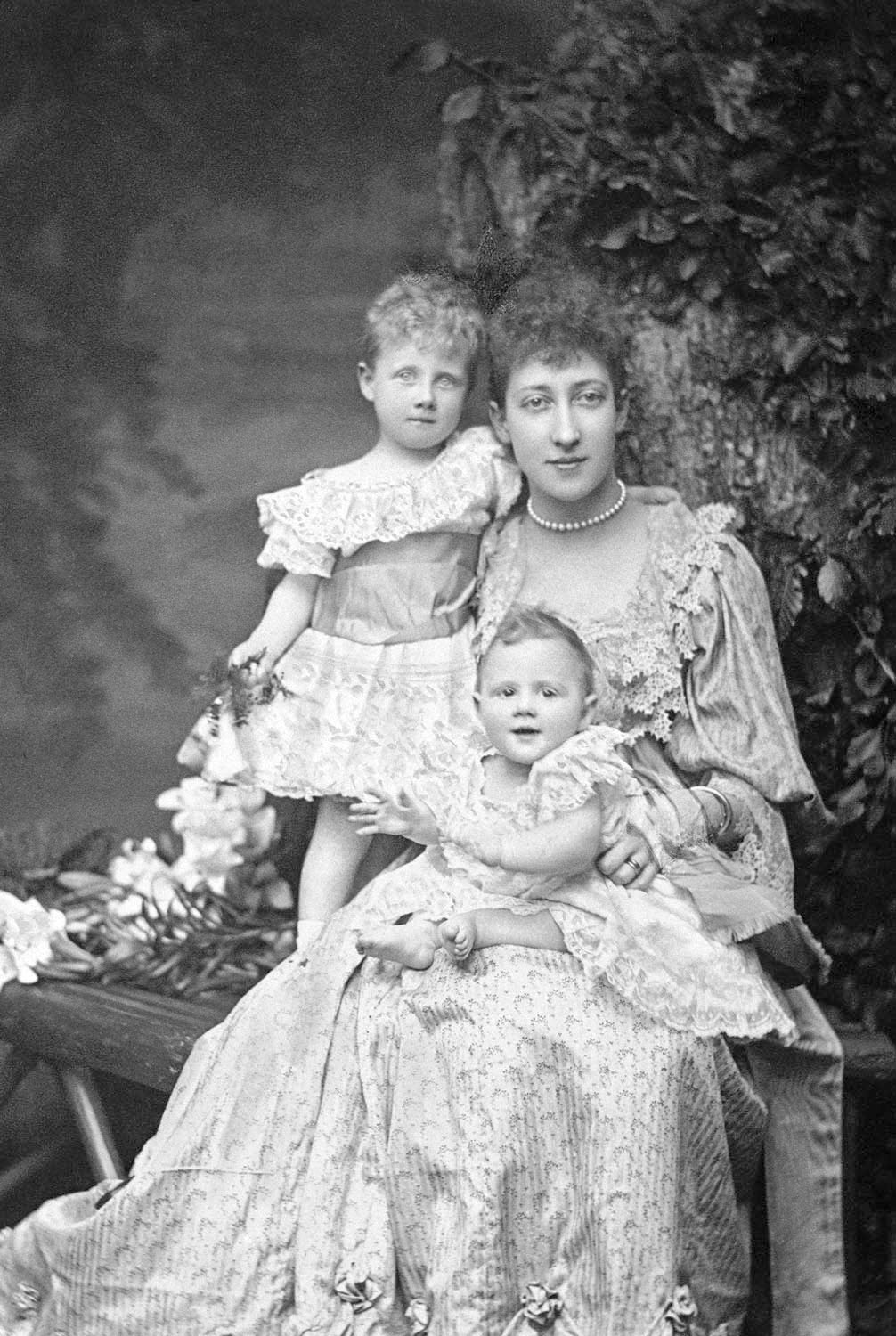
Princesse Louise et ses filles, 1894.